# 江田站 (神奈川縣)
江田站（日语：／ Eda eki */?）是一個位於神奈川縣橫濱市青葉區荏田町，屬於東急電鐵田園都市線的鐵路車站。車站編號是DT17。國道246號通過車站東口，並與東名高速公路在站前交會。因本站周邊是鐵路與高速公路、國道交會的交通網點，因此橫濱市在2014年開始研究如何利用周邊的土地。

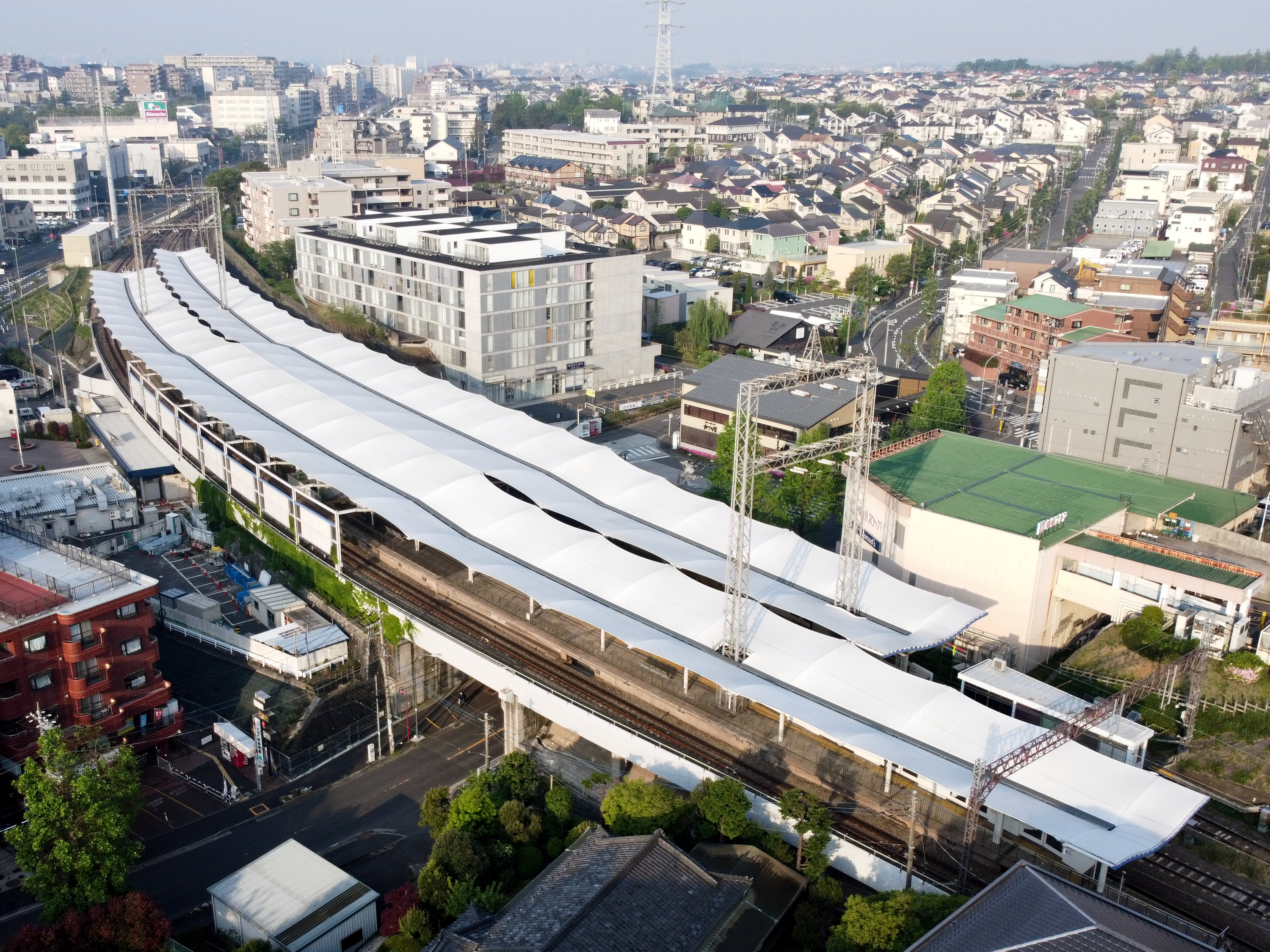
車站全景（2020年5月）

## 年表
- 1966年（昭和41年）4月1日 - 車站啟用[3]。
- 1971年（昭和46年）4月1日 - 上行待避線啟用[4]
- 1981年（昭和56年）4月1日 - 完成改善工程，下行待避線啟用[4]
- 2018年（平成30年）3月29日 - 2、4號線啟用月台門。

## 結構
本站為雙島式月台2面4線高架車站。1、3號線是急行、準急通過專用線，月台上設有柵欄避免旅客靠近。各站停車停靠2、4號線。平日早晨各站停車會在本站待避急行、準急。白天則會待避回送電車。
尚未裝設柵欄時，不需待避的各站停車停靠內側的2、3號線，需待避的各站停車停靠外側的1、4號線，急行、快速通過內側的2、3號線。下行通過線從2號線改成1號線時，下行月台也配合往薊野站方向延伸，降低通過電車的入站速度。月台延長後，市尾站側月台有部分區域未使用。
上下月台與剪票口層之間設有電梯。上下月台皆有候車室。廁所位於1樓付費區內。東口檢票口外亦有橫濱市管理的公共廁所。由於設施老化，2014年起開始進行車站改建工程，規劃自2017年6月～2020年3月在長津田側的階梯增設電扶梯。另外付費區的廁所也規劃往澀谷方向階梯移動，多出的空間與站務室改良的多餘空間將作為電扶梯用地。月台屋頂也預計進行延長工程。

### 月台配置
| 月台 | 路線       | 方向 | 目的地                                              |
| ---- | ---------- | ---- | --------------------------------------------------- |
| 1    | 田園都市線 | 下行 | （只供通過列車使用）                                |
| 2    | 田園都市線 | 下行 | 長津田、中央林間方向                                |
| 3    | 田園都市線 | 上行 | （只供通過列車使用）                                |
| 4    | 田園都市線 | 上行 | 二子玉川、澀谷、半藏門線 押上、 伊勢崎線 春日部方向 |

（來源：東急電鐵:車站構內圖 （页面存档备份，存于））

## 使用情況
2016年度1日平均上下車人次為37,922人。
近年1日平均上下、上車人次推移如下表。
| 年度               | 1日平均 上下車人次 | 1日平均 上車人次 | 來源     |
| ------------------ | ------------------ | ---------------- | -------- |
| 1980年（昭和55年） |                    | 5,252            |          |
| 1981年（昭和56年） |                    | 5,926            |          |
| 1982年（昭和57年） |                    | 6,584            |          |
| 1983年（昭和58年） |                    | 7,552            |          |
| 1984年（昭和59年） |                    | 8,704            |          |
| 1985年（昭和60年） |                    | 9,940            |          |
| 1986年（昭和61年） |                    | 11,145           |          |
| 1987年（昭和62年） |                    | 11,967           |          |
| 1988年（昭和63年） |                    | 13,249           |          |
| 1989年（平成元年） |                    | 14,416           |          |
| 1990年（平成02年） |                    | 15,192           |          |
| 1991年（平成03年） |                    | 16,454           |          |
| 1992年（平成04年） |                    | 17,009           |          |
| 1993年（平成05年） |                    | 14,388           |          |
| 1994年（平成06年） |                    | 13,616           |          |
| 1995年（平成07年） |                    | 13,430           | [ * 1 ]  |
| 1996年（平成08年） |                    | 13,040           |          |
| 1997年（平成09年） |                    | 13,408           |          |
| 1998年（平成10年） |                    | 14,505           | [ * 2 ]  |
| 1999年（平成11年） |                    | 14,817           | [ * 3 ]  |
| 2000年（平成12年） |                    | 15,089           | [ * 3 ]  |
| 2001年（平成13年） |                    | 15,651           | [ * 4 ]  |
| 2002年（平成14年） | 32,996             | 16,320           | [ * 5 ]  |
| 2003年（平成15年） | 34,172             | 16,935           | [ * 6 ]  |
| 2004年（平成16年） | 34,594             | 17,495           | [ * 7 ]  |
| 2005年（平成17年） | 36,355             | 18,304           | [ * 8 ]  |
| 2006年（平成18年） | 37,582             | 18,906           | [ * 9 ]  |
| 2007年（平成19年） | 38,001             | 19,155           | [ * 10 ] |
| 2008年（平成20年） | 35,827             | 18,169           | [ * 11 ] |
| 2009年（平成21年） | 35,305             | 17,753           | [ * 12 ] |
| 2010年（平成22年） | 35,248             | 17,723           | [ * 13 ] |
| 2011年（平成23年） | 35,376             | 17,778           | [ * 14 ] |
| 2012年（平成24年） | 35,542             | 17,865           | [ * 15 ] |
| 2013年（平成25年） | 36,525             | 18,351           | [ * 16 ] |
| 2014年（平成26年） | 36,699             | 18,412           | [ * 17 ] |
| 2015年（平成27年） | 37,556             | 18,849           |          |
| 2016年（平成28年） | 37,922             |                  |          |

## 周邊
- 東急store（日语：東急ストア）江田店
- Harmos荏田（COOP神奈川（日语：生活協同組合コープかながわ））
- UNIQLO
- 斯坦雷電氣（日语：スタンレー電気）技術研究所
- 島忠（日语：島忠）荏田店
- KONAKA西服（日语：コナカ）江田店
- 東京電力荏田變電所
- 神奈川縣立荏田高等學校（日语：神奈川県立荏田高等学校）
- JJCLUB100橫濱江田店
- 客美多咖啡
- 國道246號
- 青葉郵便局（日语：青葉郵便局）
- 江田站北口郵便局
- 江田紀念醫院
- 橫濱新都市腦神經外科醫院
- 慶應義塾橫濱初等部（日语：慶應義塾横浜初等部）

### 赤田谷戶、赤田隧道
1980年代以前，薊野站與江田站之間是農田廣布的未開發地區，被稱作「赤田谷戶」，相當於現在的「薊野南」。在鐵路沿線陸續開發為住宅區時，此地成為唯一保留多摩田園都市開發前景色的地區。雖然當地曾發起綠地保存運動，但在1980年代後半東急的開發整地下，已完全轉變為住宅區。
由於開發，薊野方向的東急最短隧道「赤田隧道」也被鐵路橋取代。
另外，赤田谷戶流出的赤田川現已暗渠化流入布川。

### 史蹟
- 赤田古墳群 - 分布於赤田谷戶一帶。與附近的市尾町（日语：市ケ尾町）市尾橫穴古墳群（日语：市ヶ尾横穴古墳群）、大場町（日语：大場町 (横浜市)）稻荷前古墳群（日语：稲荷前古墳群）被認為是都筑的古代首長一族遺跡。
- 長者原遺跡（日语：長者原遺跡） - 位於古代東海道（足柄路）的都筑郡郡衙（日语：郡衙）跡。
- 荏田城（日语：荏田城） - 可遠眺古鎌倉街道、大山街道的古城。

## 巴士路線
可搭乘東急巴士與橫濱市交通局（橫濱市營巴士）的路線巴士。乘車處分為東口與西口。

### 東口
| 乘車處 | 系統                  | 主要行經地                             | 目的地     | 運行業者 | 備註                         |
| ------ | --------------------- | -------------------------------------- | ---------- | -------- | ---------------------------- |
| 1號    | 綱44                  | 柚之木谷、橫濱市歷史博物館前、道中坂下 | 綱島站     | ■東急    | -                            |
| 1號    | 綱45                  | 柚之木谷、中心南站、道中坂下           | 綱島站     | ■東急    | -                            |
| 2號    | た51                  | 東名江田、薊野站、保木入口             | 多摩廣場站 | ■東急    | -                            |
| 2號    | た51                  | 東名江田                               | 薊野站     | ■東急    | -                            |
| 2號    | た51                  | 東名江田、薊野站、保木入口             | 虹丘營業所 | ■東急    | 平日夜間1班                  |
| A※     | 鷺22                  | 市尾站                                 | 青葉台站   | ■東急    | 深夜巴士/平日1班             |
| A※     | 午夜箭號 高速青葉台線 | 市尾站                                 | 青葉台站   | ■東急    | 深夜急行巴士/僅平日 下車專用 |

※A乘車處在江田紀念醫院前

### 西口
| 乘車處 | 系統 | 主要行經地           | 目的地   | 運行業者  | 備註 |
| ------ | ---- | -------------------- | -------- | --------- | ---- |
| 4號    | 301  | 荏田南、都筑交流之丘 | 仲町台站 | ■橫濱市營 | -    |
| 4號    | 304  | 水木丘、荏田東       | 中心南站 | ■橫濱市營 | -    |

### 東名江田巴士站
- 東名高速道路東名江田巴士站（日语：江田バスストップ）距離車站東口一公里。

## 名稱由來
1960年取得執照時的暫時站名為「荏田（えだ）」，取自當時車站預定地所在的荏田町。1965年9月常務會正式改為同音的「江田」。

### 寫法
站名雖寫作「江田」，但周邊町名使用同音的「荏田」。古時建久年間，此地是豪族江田小次郎的領地，之後地名則變成同音的「荏田」。在決定站名時，由於「荏」不在當用漢字（現在的常用漢字）表，因此改成「江田」。
另外，隔壁的都筑區亦有同名的「荏田」，兩者皆是源自於古時的荏田町。
古時的荏田町是大山街道的宿場町，都筑郡荏田村在1889年合併成為山內村大字荏田，1939年併入橫濱市時成為港北區荏田町，1969年劃入新分的綠區。後年港北新市鎮整備，部分荏田町再併入港北區，形成荏田橫跨兩區的情形，最後，原綠區的「荏田」劃入多摩田園都市所在的青葉區，港北區的「荏田」劃入港北新市鎮所在的都筑區，維持至今。

## 相鄰車站
東急電鐵
 田園都市線
■急行、■準急
通過
■各站停車
薊野（DT16）－江田（DT17）－市尾（DT18）

## 延伸閱讀
- 宮田道一. . JTBパブリッシング. 2008-09-01. ISBN 9784533071669.

## 外部連結
- 江田（各站資訊） - 東急電鐵（日語）